# Transilien N
Transilien lijn N is een lijn van de Transilien in de regio Île-de-France. Hij verbindt Parijs, Mantes-la-Jolie, Dreux en Rambouillet. Deze lijn wordt geëxploiteerd door de SNCF, is 117 km lang, en kent 117 000 passagiers per dag.

## Exploitatie
De treinen op lijn N rijden over het algemeen een halfuursdienstregeling in de spits met uitzondering op de relaties Parijs - Sèvres en Parijs - Rambouillet waar een kwartiersdienst geldt. Buiten de spits en op zaterdag geldt er over het algemeen een uursdienstregeling, met uitzondering op de trajecten waar in de spits een kwartiersdienst geldt, daar wordt een halfuursdienstregeling gereden. Op zondag wordt er tot 10 uur 's ochtends elke twee uur gereden, elk uur daarna.
De lijn N wordt geëxploiteerd tussen 5 uur 's ochtends en 1 uur 's nachts, elke dag van het jaar, met vierentwintig locomotieven BB 27300 gekoppeld met treinstammen VB 2N, negen locomotieven BB 7600 gekoppeld met treinstammen VB 2N en zeventien treinstellen Z 5300. Bij wijze van uitzondering wordt de dienst soms verlengd tot aan de volgende ochtend, ter gelegenheid van belangrijke gebeurtenissen zoals muziekfestivals en nieuwjaarsnacht. Bij deze gelegenheid wordt de dienst, getiteld "Nuit Festive", gereden tussen Parijs en Plaisir - Grignon en tussen Parijs en Rambouillet. Drie treinen richting Plaisir - Grignon rijden ook verder naar Dreux.

## Overzicht van de lijn

Kaart van de lijn, die de stations, zonegrenzen en andere lijnen toont.

De transilien lijn N kent 35 stations:

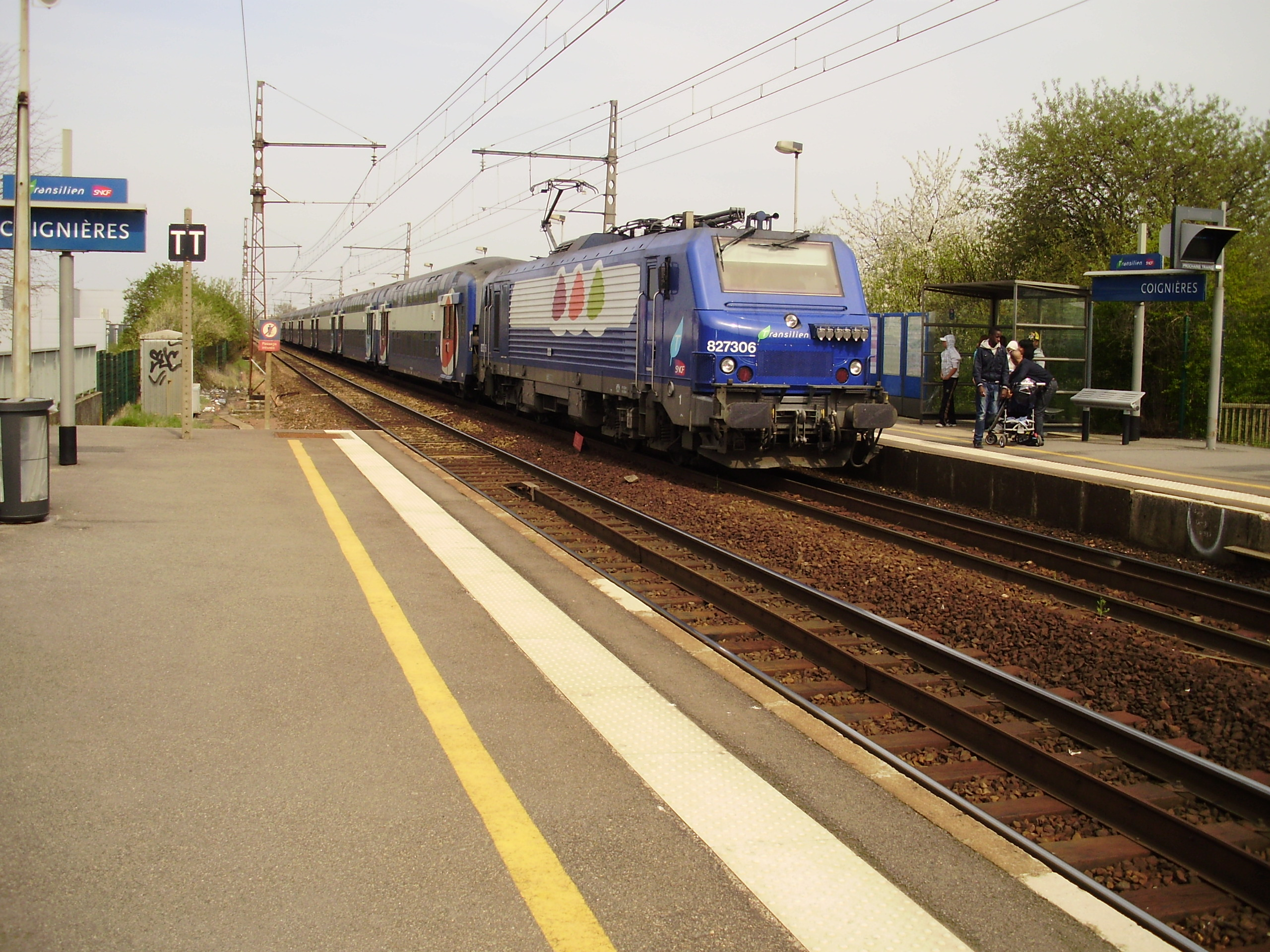
Een locomotief BB 27300 trekt een treinstam VB 2N en komt aan op station Coignières.

| KDSTa teal              | Paris-Montparnasse                  |  |  |
| HST teal                | Vanves - Malakoff                   |  |  |
| HST teal                | Clamart                             |  |  |
| HST teal                | Meudon                              |  |  |
| HST teal                | Bellevue                            |  |  |
| HST teal                | Sèvres-Rive-Gauche                  |  |  |
| HST teal                | Chaville-Rive-Gauche                |  |  |
| DST teal                | Viroflay-Rive-Gauche                |  |  |
| DST teal                | Versailles-Chantiers                |  |  |
| DST teal                | Saint-Cyr                           |  |  |
| ABZgl teal · STR+r teal |                                     |  |  |
| STR teal · DST teal     | Saint-Quentin-en-Yvelines           |  |  |
| STR teal · DST teal     | Trappes                             |  |  |
| STR teal · DST teal     | La Verrière                         |  |  |
| STR teal · HST teal     | Coignières                          |  |  |
| STR teal · HST teal     | Les Essarts-le-Roi                  |  |  |
| STR teal · HST teal     | Le Perray                           |  |  |
| STR teal · KDSTe teal   | Rambouillet                         |  |  |
| HST teal                | Fontenay-le-Fleury                  |  |  |
| HST teal                | Villepreux - Les Clayes             |  |  |
| HST teal                | Plaisir - Les Clayes                |  |  |
| HST teal                | Plaisir - Grignon                   |  |  |
| ABZgl teal · STR+r teal |                                     |  |  |
| STR teal · HST teal     | Beynes                              |  |  |
| STR teal · HST teal     | Mareil-sur-Mauldre                  |  |  |
| STR teal · HST teal     | Maule                               |  |  |
| STR teal · HST teal     | Nézel - Aulnay                      |  |  |
| STR teal · DST teal     | Épône - Mézières                    |  |  |
| STR teal · KDSTe teal   | Mantes-la-Jolie                     |  |  |
| HST teal                | Villiers - Neauphle - Pontchartrain |  |  |
| HST teal                | Montfort-l'Amaury - Méré            |  |  |
| HST teal                | Garancières - La Queue              |  |  |
| HST teal                | Orgerus - Béhoust                   |  |  |
| HST teal                | Tacoignières - Richebourg           |  |  |
| HST teal                | Houdan                              |  |  |
| HST teal                | Marchezais - Broué*                 |  |  |
| KDSTe teal              | Dreux*                              |  |  |

| Station              | Missie codes                                               |
| -------------------- | ---------------------------------------------------------- |
| Dreux                | DAPA, DAPO                                                 |
| Plaisir - Grignon    | GEPU, GOPI                                                 |
| Mantes-la-Jolie      | MEPU, MOPI                                                 |
| Paris-Montparnasse   | PADA, PADO, PEGU, PEMU, PERU, PIRI, POGI, POMI, PORO, POSI |
| Rambouillet          | REPU, RIPI, ROPO                                           |
| Sèvres-Rive-Gauche   | SOPI                                                       |
| Versailles-Chantiers | VOPI                                                       |

| Metro:               | · (· · ) |
| Regionale trein:     | RER · Transilien ·                                                                                             |
| Tram:                | · |
| Busnetwerk:          | RATP · Optile · T Zen                                                                                          |
| Overige lijnen:      | Funiculaire de Montmartre · CDGVAL · Orlyval                                                                   |
| Projecten:           | Grand Paris Express · CDG Express · Téléval                                                                    |
| Relevante artikelen: | Vervoersbewijzen voor het openbaar vervoer in de regio Île-de-France · Syndicat des transports d'Île-de-France |

### Eerste letter: De eindbestemming

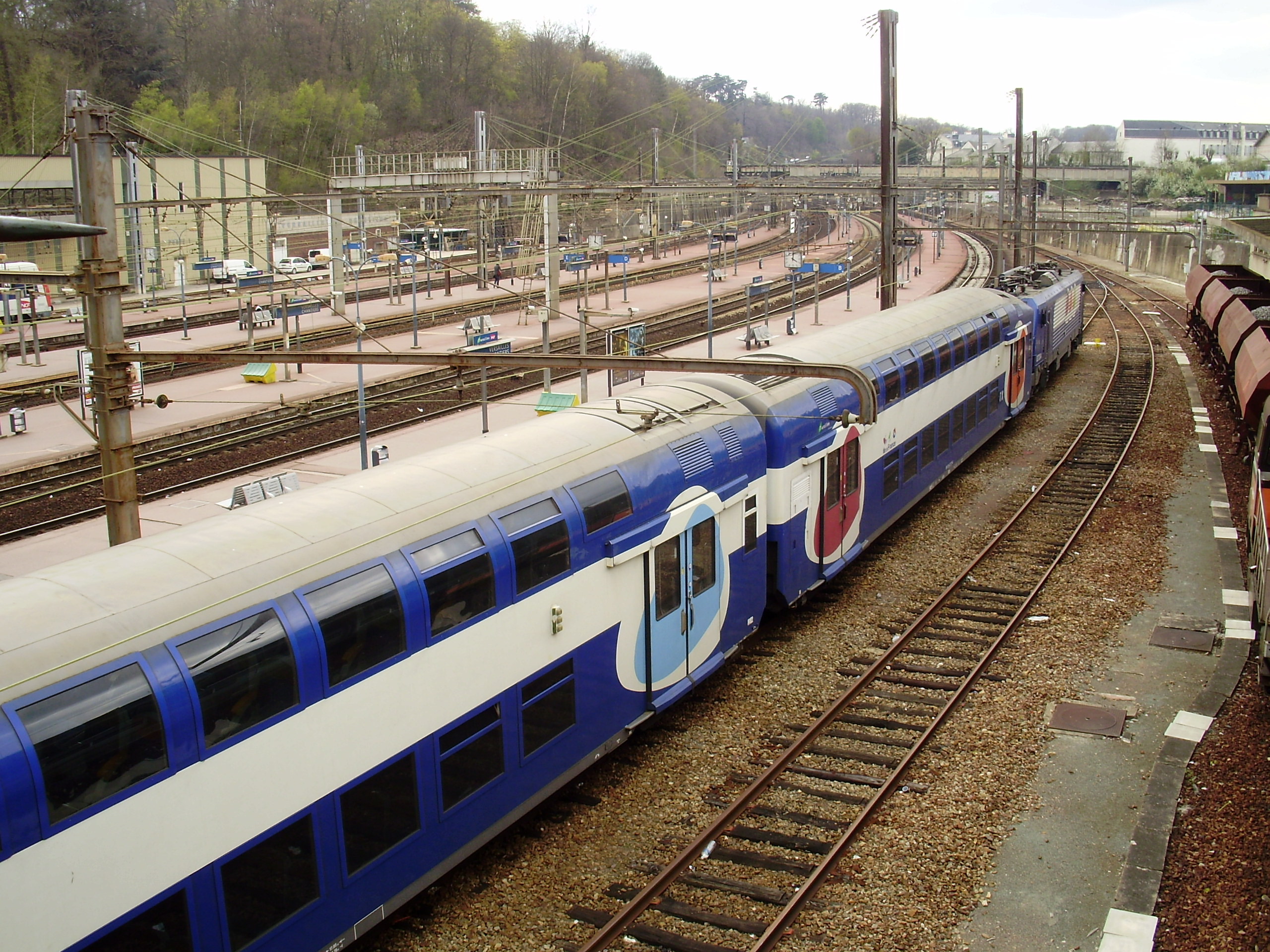
Op station Versailles-Chantiers

## Materieel

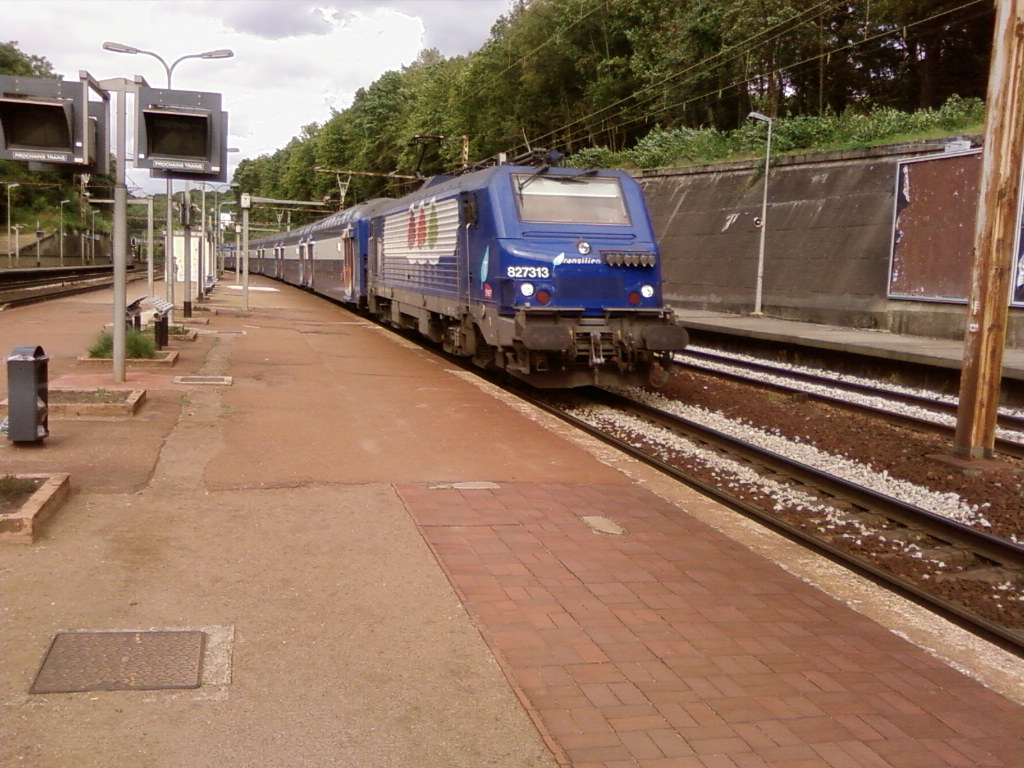
Een VB 2N-stam getrokken door een locomotief BB 27300.